# Dwinskij wiestnik
Dwinskij wiestnik (ros. Двинский вестник) – kolaboracyjna gazeta w okupowanym Dyneburgu podczas II wojny światowej.
Gazeta zaczęła wychodzić w okupowanym Dyneburgu (łotewska nazwa Daugavpils, rosyjska – Dwinsk) 7 lutego 1942. Była organem prasowym zarządu miejskiego. Ukazywała się w języku rosyjskim co tydzień, a następnie 2 razy w tygodniu – w środy i soboty. Liczyła 4 strony. Nakład wahał się od 2 tys. do 50 tys. egzemplarzy. Gazeta była przeznaczona dla Rosjan zamieszkujących wschodnią część Łotwy, co obrazował jej podtytuł Rosyjska gazeta Łatgalii. Funkcję redaktora naczelnego pełnił początkowo Łotysz Alberts Zembergs, ale w połowie marca 1942 powołano „redakcję rosyjską” na czele z rosyjskim poetą mieszkającym przed wojną na Łotwie Aleksandrem M. Pierfiljewem. Jednym z dziennikarzy był Władimir W. Kłopotowski. W gazecie publikowano komunikaty wojenne najwyższego dowództwa niemieckich sił zbrojnych, niemieckie materiały propagandowe, rozporządzenia okupacyjnych władz, artykuły i felietony dotyczące rosyjskiej historii i bieżącego życia kulturalnego, jak recenzje spektakli teatralnych, czy opisy występów artystycznych. Ostatni numer gazety ukazał się w lipcu 1944.